# Composition des équipes féminines de hockey sur gazon à la Coupe d'Afrique des nations 2022
Cet article répertorie les équipes confirmées pour le tournoi de la Coupe d'Afrique des nations féminine de hockey sur gazon 2022 qui s'est tenu à Accra, au Ghana, du 17 au 23 janvier 2022. Les huit équipes nationales devaient inscrire une équipe de dix-huit joueuses et deux réserves.

## Ghana
La composition suivante du Ghana pour la Coupe d'Afrique des nations 2022.
Entraîneur :  Patrick Taylor
| Numéro | Joueur              | Date de naissance | Âge | Sélections |
| ------ | ------------------- | ----------------- | --- | ---------- |
| 1      | Bridget Azumah (GB) | 5 juin 1993       | 28  | 22         |
| 2      | Brenya Maanyebim    | 20 février 1997   | 24  | 0          |
| 3      | Serwaa Boakye       | 17 mai 1993       | 28  | 44         |
| 4      | Ernestina Coffie    | 5 novembre 1993   | 28  | 32         |
| 6      | Nafisatu Umaru (C)  | 17 décembre 1993  | 28  | 45         |
| 7      | Adizatu Sulemana    | 27 décembre 1996  | 25  | 15         |
| 8      | Cecilia Amoako      | 22 novembre 1993  | 28  | 49         |
| 10     | Elizabeth Opoku     | 2 février 1994    | 27  | 47         |
| 12     | Martha Sarfoa       | 4 août 1993       | 28  | 32         |
| 13     | Juwaila Acquah      | 22 décembre 1996  | 25  | 9          |
| 14     | Mavis Berko         | 13 juillet 1997   | 24  | 15         |
| 15     | Joanita Korwu       | 25 juin 1985      | 36  | 34         |
| 16     | Bennedicta Adjei    | 9 octobre 1993    | 28  | 32         |
| 17     | Vivian Narkuor      | 24 septembre 1999 | 22  | 20         |
| 18     | Abigail Boye (GB)   | 24 septembre 1996 | 25  | 8          |
| 19     | Racheal Bamfo       | 9 avril 1990      | 31  | 47         |
| 22     | Roberta Sarfo       | 28 novembre 1997  | 24  | 14         |
| 23     | Charity Akoto       | 14 février 2001   | 20  | 0          |
| 26     | Doris Antwi         | 19 décembre 2001  | 20  | 0          |
| 27     | Dede Okine          | 28 novembre 2001  | 20  | 0          |

## Afrique du Sud
La composition suivante de l'Afrique du Sud pour la Coupe d'Afrique des nations 2022.
Entraîneur :  Inky Zondi
| Numéro | Joueur                    | Date de naissance | Âge | Sélections |
| ------ | ------------------------- | ----------------- | --- | ---------- |
| 2      | Tegan Fourie              | 13 juillet 1998   | 23  | 8          |
| 7      | Marizen Marais            | 17 mai 1996       | 25  | 31         |
| 8      | Kristen Paton             | 21 décembre 1996  | 25  | 38         |
| 9      | Robyn Johnson             | 7 décembre 1990   | 31  | 23         |
| 14     | Nomnikelo Veto            | 3 janvier 1997    | 25  | 21         |
| 17     | Charné Maddocks           | 10 juin 1998      | 23  | 4          |
| 19     | Lilian du Plessis         | 17 décembre 1992  | 29  | 140        |
| 22     | Lerato Mahole             | 29 décembre 1999  | 22  | 5          |
| 23     | Bernadette Coston (C)     | 17 août 1989      | 32  | 150        |
| 24     | Phumelela Mbande (C),(GB) | 8 mars 1993       | 28  | 52         |
| 25     | Kirsty Adams              | 10 juin 1999      | 22  | 2          |
| 26     | Shirndre-Lee Simmons      | 8 mars 1997       | 24  | 0          |
| 28     | Quanita Bobbs             | 3 septembre 1993  | 28  | 137        |
| 29     | Tarryn Glasby             | 23 janvier 1995   | 26  | 47         |
| 32     | Mmatshepo Modipane (GB)   | 28 septembre 1989 | 32  | 19         |
| 35     | Nompilo Thenjwayo         | 23 janvier 1997   | 24  | 0          |
| 39     | Stephanie Botha           | 30 décembre 1998  | 23  | 0          |
| 40     | Hanrie Louw               | 15 décembre 2001  | 20  | 0          |

## Nigeria
La composition suivante du Nigeria pour la Coupe d'Afrique des nations 2022.
Entraîneur :  Helen Otah
| Numéro | Joueur               | Date de naissance | Âge | Sélections |
| ------ | -------------------- | ----------------- | --- | ---------- |
| 1      | Martha Uko (GB)      | 22 janvier 2003   | 18  | 0          |
| 2      | Alfa John (C)        | 4 septembre 1994  | 27  | 15         |
| 3      | Hannah Hossanah      | 14 novembre 2000  | 21  | 0          |
| 4      | Iveren Ajekwe        | 25 juillet 2002   | 19  | 0          |
| 5      | Morufat Adeyemi      | 21 juillet 1998   | 23  | 0          |
| 6      | Joy Christopher      | 14 août 2003      | 18  | 0          |
| 7      | Precious Uddoh       | 4 août 1990       | 31  | 8          |
| 8      | Ruth Mathias         | 5 janvier 2003    | 19  | 0          |
| 9      | QueenEsther Njoku    | 12 janvier 2000   | 22  | 0          |
| 10     | Comfort Saturday     | 3 mars 2004       | 17  | 0          |
| 11     | Esther Chukwu        | 9 mars 2004       | 17  | 0          |
| 12     | Aghalelosa Omogiate  | 24 octobre 1995   | 26  | 13         |
| 13     | Benedicta Johnson    | 25 janvier 1998   | 23  | 7          |
| 14     | Mary Danboyi         | 19 août 1996      | 25  | 15         |
| 15     | Nosirat Hammed       | 21 décembre 2006  | 15  | 0          |
| 16     | Esther Billo         | 24 avril 1994     | 27  | 13         |
| 17     | Folarin Adeyemo      | 25 décembre 1995  | 26  | 7          |
| 18     | Jennifer Dakwat (GB) | 28 juin 1999      | 25  | 0          |

## Kenya
La composition suivante du Kenya pour la Coupe d'Afrique des nations 2022.
Entraîneur :  Jacqueline Jow
| Numéro | Joueur                 | Date de naissance | Âge | Sélections |
| ------ | ---------------------- | ----------------- | --- | ---------- |
| 1      | Fiona Makena (GB)      | 10 mai 1999       | 22  | 2          |
| 2      | Jeriah Osare           | 4 novembre 1999   | 22  | 3          |
| 4      | Grace Makokha          | 9 novembre 1995   | 26  | 7          |
| 5      | Vivian Onyango         | 30 mars 1999      | 22  | 0          |
| 6      | Lynne Kipsang          | 17 septembre 1999 | 22  | 3          |
| 7      | Mourine Owiti          | 3 mai 2000        | 21  | 3          |
| 8      | Alice Owiti            | 5 mars 2000       | 21  | 7          |
| 9      | Leah Omwandho          | 28 janvier 1993   | 28  | 7          |
| 10     | Naomi Kemunto          | 7 octobre 2000    | 21  | 3          |
| 11     | Beatrice Mbugua        | 7 octobre 1994    | 27  | 12         |
| 12     | Beverly Akoth          | 13 novembre 2002  | 19  | 3          |
| 13     | Grace Bwire            | 1er décembre 2001 | 20  | 3          |
| 14     | Milicent Adhiambo (GB) | 29 septembre 2002 | 19  | 0          |
| 15     | Rhoda Kuira (C)        | 5 décembre 1995   | 26  | 13         |
| 16     | Aurelia Opondo         | 5 octobre 1999    | 22  | 0          |
| 17     | Flavia Mutiva          | 20 avril 1990     | 31  | 36         |
| 18     | Lynn Mwangi            | 30 mai 1999       | 22  | 3          |
| 19     | Maureen Okumu          | 2 avril 1996      | 25  | 13         |
| 21     | Eleanor Chebet         | 24 juillet 2001   | 20  | 3          |

## Namibie
La composition suivante de la Namibie pour la Coupe d'Afrique des nations 2022.
Entraîneur :  Jacqueline Jow
| Numéro | Joueur               | Date de naissance | Âge | Sélections |
| ------ | -------------------- | ----------------- | --- | ---------- |
| 1      | Petro Stoffberg (GB) | 11 octobre 1996   | 25  | 18         |
| 2      | Maxi Smith (GB)      | 16 décembre 1991  | 30  | 3          |
| 6      | Joane van Rooyen     | 3 juillet 2002    | 19  | 14         |
| 9      | Britta Haensel       | 9 juin 1994       | 27  | 5          |
| 11     | Cele Wessels         | 6 octobre 2002    | 19  | 15         |
| 13     | Carien van Rooyen    | 27 mars 2001      | 20  | 0          |
| 18     | Vanessa Schoeman     | 22 mai 2001       | 20  | 0          |
| 19     | Taramarie Myburgh    | 19 décembre 2001  | 20  | 15         |
| 21     | Anthea Coetzee       | 9 décembre 2004   | 17  | 0          |
| 22     | Gina Olles           | 4 mai 2004        | 17  | 0          |
| 23     | Wiandri Ludwig (C)   | 10 mars 1995      | 26  | 0          |
| 24     | Charlize Rix         | 12 septembre 2001 | 20  | 0          |
| 25     | Xena Martins         | 22 juillet 2002   | 19  | 0          |
| 26     | Tisha Semedo         | 24 novembre 2003  | 18  | 0          |
| 29     | Sascha Brinkmann     | 16 août 2004      | 17  | 0          |
| 30     | Ina Louis            | 27 septembre 1988 | 33  | 16         |
| 31     | Caitlin Coetzer      | 2 mars 2005       | 16  | 0          |
| 33     | Jahntwa Kruger       | 8 février 2000    | 21  | 16         |

## Zimbabwe
La composition suivante du Zimbabwe pour la Coupe d'Afrique des nations 2022.
Entraîneur :  Patricia Davies
| Numéro | Joueur                | Date de naissance | Âge | Sélections |
| ------ | --------------------- | ----------------- | --- | ---------- |
| 1      | Jordyn Clipstone (GB) | 29 mai 1995       | 26  | 10         |
| 2      | Jenna Mathieson (GB)  | 1er avril 2001    | 20  | 1          |
| 3      | Georgia Allardice     | 1er novembre 2001 | 20  | 6          |
| 4      | Amy-Lee Levey         | 19 février 1988   | 33  | 0          |
| 5      | Belinda Marais        | 7 août 1986       | 35  | 4          |
| 6      | Alexi Terblanche      | 13 septembre 2001 | 20  | 6          |
| 7      | Simone Herbst         | 7 décembre 2000   | 21  | 6          |
| 8      | Nicolle Grant         | 10 mars 1992      | 29  | 6          |
| 9      | Jenna Palmer          | 19 février 1985   | 36  | 11         |
| 10     | Kelly Kaulback        | 28 juin 1992      | 29  | 11         |
| 11     | Natasha Hess          | 29 septembre 1984 | 37  | 0          |
| 12     | Lilian Pope           | 12 novembre 2001  | 20  | 6          |
| 13     | Iman Johnson          | 5 novembre 1994   | 27  | 10         |
| 14     | Natalie Terblanche    | 6 septembre 2000  | 21  | 6          |
| 15     | Tinodiwanashe Elijah  | 7 avril 2005      | 16  | 0          |
| 16     | Michelle Williams     | 21 août 1990      | 31  | 10         |
| 17     | Farirai Nengare       | 17 janvier 1993   | 29  | 6          |
| 18     | Mary Campbell (C)     | 13 mai 1985       | 36  | 6          |

## Zambie
La composition suivante de la Zambie pour la Coupe d'Afrique des nations 2022.
Entraîneur :  Floyd Chomba
| Numéro | Joueur             | Date de naissance | Âge | Sélections |
| ------ | ------------------ | ----------------- | --- | ---------- |
| 1      | Tafuna Mwanza (GB) | 30 mai 1998       | 23  | 1          |
| 2      | Brenda Kalunga     | 12 octobre 1996   | 25  | 7          |
| 3      | Falesy Zulu        | 1er janvier 2002  | 20  | 3          |
| 4      | Mary Mwewa         | 19 juillet 2001   | 20  | 0          |
| 5      | Beauty Mwachunga   | 8 octobre 2002    | 19  | 2          |
| 6      | Annie Mvula (C)    | 17 août 1997      | 24  | 7          |
| 7      | Margret Munthali   | 26 juin 1997      | 24  | 5          |
| 8      | Catherine Kalomo   | 27 juillet 1997   | 24  | 7          |
| 9      | Rita Katoka        | 10 décembre 1993  | 28  | 0          |
| 10     | Eniless Mambwe     | 10 mars 1997      | 24  | 7          |
| 11     | Martha Nankala     | 10 octobre 1996   | 25  | 2          |
| 12     | Harriet Mutangama  | 17 février 2003   | 18  | 0          |
| 14     | Patricia Banda     | 28 janvier 1997   | 24  | 5          |
| 14     | Winaa Munsanda     | 4 octobre 1997    | 24  | 4          |
| 15     | Ireen Mulenga      | 25 septembre 2001 | 20  | 5          |
| 16     | Esther Mwale (GB)  | 4 mars 1996       | 25  | 4          |
| 17     | Loveness Mudenda   | 11 décembre 1999  | 22  | 5          |
| 18     | Carol Nakombe      | 6 décembre 1999   | 22  | 7          |
| 19     | Monde Mwananyambe  | 17 juillet 2008   | 13  | 0          |

## Ouganda
La composition suivante de l'Ouganda pour la Coupe d'Afrique des nations 2022.
Entraîneur :  Jacqueline Jow
| Numéro | Joueur                | Date de naissance  | Âge | Sélections |
| ------ | --------------------- | ------------------ | --- | ---------- |
| 1      | Susan Ayomirowth (GB) | 13 août 2005       | 16  | 0          |
| 2      | Lamula Nakajjumba     | 2 avril 2000       | 21  | 3          |
| 3      | Consolate Muber       | 17 octobre 1997    | 24  | 3          |
| 4      | Pauline Achom         | 8 février 1993     | 28  | 3          |
| 5      | Winnie Azaro          | NC                 | NC  | 3          |
| 6      | Aisha Kagere          | NC                 | NC  | 3          |
| 7      | Norah Azum (C)        | NC                 | NC  | 0          |
| 8      | Lucky Akello          | 14 juin 2002       | 19  | 0          |
| 9      | Doreen Mbabazi        | NC                 | NC  | 3          |
| 10     | Jolly Alimo           | 27 novembre 2006   | 15  | 0          |
| 11     | Teopista Anyango      | 2 novembre 2001    | 20  | 0          |
| 12     | Kibwika Nakoberaina   | 23 octobre 1998    | 23  | 0          |
| 13     | Margaret Nassiwa      | 1er septembre 1996 | 25  | 3          |
| 14     | Doreen Asumwe         | NC                 | NC  | 3          |
| 15     | Pauline Korukundo (C) | 8 janvier 1988     | 34  | 0          |
| 16     | Joy Serunjogi         | 19 septembre 2001  | 20  | 0          |
| 17     | Kiggundu Thuwaibah    | 28 juillet 2003    | 18  | 0          |
| 18     | Syliva Giramia (GB)   | 2 septembre 1999   | 22  | 0          |